# (4946) Аскалаф
(4946) Аскалаф (лат. Askalaphus, др.-греч. Ἀσκάλαφος) — типичный троянский астероид Юпитера, движущийся в точке Лагранжа L4, в 60° впереди планеты. Астероид был открыт 21 января 1988 года американским астрономом Кэролин Шумейкер в Паломарской обсерватории и назван в честь Аскалафа, одного из героев Троянской войны.

Орбита астероида Аскалаф и его положение в Солнечной системе
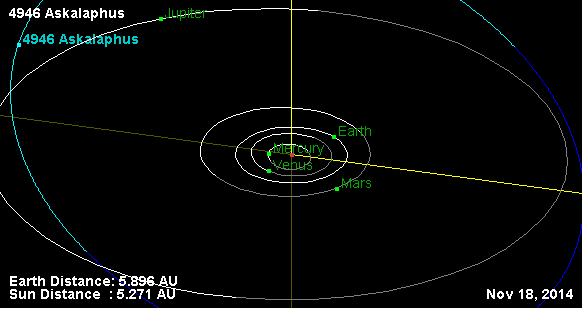
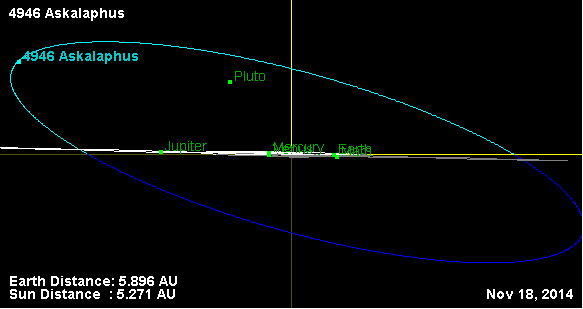

Фотометрические наблюдения, проведённые в 1992 году, позволили получить кривые блеска этого тела, из которых следовало, что период вращения астероида вокруг своей оси равняется 22,731 ± 0,018 часам, с изменением блеска по мере вращения 0,40 ± 0,01 m.